# 東国大学校
東国大学校（トングクだいがっこう、朝鮮語: 동국대학교、英語: Dongguk University）は、大韓民国のトップクラス私立大学 の一つ。略称は 東大、DGU。韓国の映像芸術分野で最も権威のある大学です。2023年QS世界大学ランキング第481位。

## 沿革
- 1906年5月：明進学校が開校する。
- 1910年4月：明進学校から仏教師範学校に改称する。
- 1914年7月：仏教師範学校から仏教高等学校に改称する。
- 1915年5月：仏教高等学校から中央学林に改称する。
- 1919年9月：三・一運動を主導した理由で日帝により廃校される。
- 1928年4月：仏教専修学校として再び開校される。
- 1930年4月：仏教専修学校が中央仏教専門学校に昇格される。
- 1940年6月：中央仏教専門学校から恵化専門学校に改称する。
- 1944年5月：第二次世界大戦末期、日本の政策により廃校される。
- 1945年10月：韓国が独立するにつれて恵化専門学校が再び開校する。
- 1946年9月：恵化専門学校が東国大学に昇格される。
- 1953年2月：総合大学に昇格し、東国大学から東国大学校に改称する。

## 学部
ソウルキャンパス
- 仏教大学
- 文科大学
- 理科大学
- 法科大学
- 社会科学大学
- 警察司法大学
- 経営大学
- 工科大学
- 師範大学
- 芸術大学
- 未来融合大学
- AI融合大学
- 韓国の忠武路にある映像研究所

バイオメディキャンパス（生命・健康学部の所属キャンパス）
- 薬学大学
- バイオシステム大学

WISEキャンパス（医学部が所在するキャンパス）
- 仏教文化大学
- スマートシティ融合大学
- グローバル社会経営大学
- 看護大学
- 韓医科大学
- 医科大学
- 師範教育学部
- 人文コンテンツ学部
- 自律専攻学部
- 芸術デザイン学部

## 大学院
- 一般大学院
- 専門大学院
  - 映像大学院
  - 経営専門大学院
- 特殊大学院
  - 仏教大学院
  - 行政大学院
  - 警察司法大学院
  - 教育大学院
  - 言論情報大学院
  - 文化芸術大学院
  - 国際情報保護大学院
  - 法務大学院
  - 未来融合大学院
  - 国防・安全保障学研究科

## 東国大学校医療院
- 東国大学校一山病院・一山韓方病院（京畿道高陽市）
- 東国大学校盆唐韓方病院（京畿道城南市）
- 東国大学校慶州病院・慶州韓医院（慶尚北道慶州市）

## 著名な出身者・在学者
- 李正連（東京大学教授）
- パク・シニャン
- コ・ヒョンジョン
- 全智賢
- チョ・インソン
- チョン・ダビン
- チョン・ヘビン
- ハン・チェヨン
- リュ・シウォン
- ヨンア
- ハン・ヒョジュ
- イ・スンギ
- ゴニル（超新星）
- ハム・ウンジョン（T-ARA）
- ユナ（少女時代）
- ソヒョン（少女時代）
- ユ・ヒョンモク（映画監督）
- ジュ
- パク・ミニョン
- チョン・フンチェ
- Young K（DAY6）
- キム・ジウォン
- フン（U-KISS）
- イム・イェジン
- チョ・ヨジョン
- ソン・ナウン（A Pink）
- チャ・ウンテク（演出家、実業家）
- ユン・ジソン（Wanna One）
- チョン・ジョンフン
- イ・ジハン
- イ・スジン（Weeekly）